# Paul Stewart (scrittore)
Paul Stewart (Londra, 4 giugno 1955) è uno scrittore britannico.

## Biografia
Dopo gli studi in letteratura inglese all'Università di Lancaster e in scrittura creativa all'Università dell'East Anglia (dove fu allievo di Angela Carter), nel 1979 lasciò il Regno Unito e viaggiò in diversi Paesi, insegnando in Germania, Sri Lanka, India, Thailandia e Australia. Tornato in patria, lavorò come insegnante a Brighton dal 1984 al 1990, per poi dedicarsi unicamente alla scrittura.
Ha ottenuto il suo maggior successo con la serie di romanzi best seller Cronache del Bordo, illustrati da Chris Riddell.

## Opere tradotte in italiano (parziale)

### Cronache del Bordo
- Cronache di Boscofondo, Mondadori, 1999 (Beyond the Deepwoods, 1998).
- Cronache dal Bordo, Mondadori, 2000 (Stormchaser, 1999).
- Cronache di Santafrasso, Mondadori, 2001 (Midnight Over Sanctaphrax, 2000).
- Cronache dell'Ombra, Mondadori, 2003 (The Curse of the Gloamglozer, 2001).

### I Blobbi
- Arrivano i Blobbi, Mondadori, 2003 (Invasion of the Bolbs, 2003).
- Macchine parlanti, Mondadori, 2003 (Talking Toasters, 2000).
- Puzza di scuola, Mondadori, 2003 (School Stinks, 2000).
- Allarme baby-sitter, Mondadori, 2003 (Beware of the Babysitter, 2000).
- I Gargaglù, Mondadori, 2003 (Garglejuice, 2000).
- Billy lo sciocco, Mondadori, 2003 (Silly Billy, 2000).
- Aiuto... gli gnomi!, Mondadori, 2004 (Naughty Gnomes, 2000).
- Attenti al mostro, Mondadori, 2004 (Purple Alert!, 2000).